# Chloroclystis rectangulata
Chloroclystis rectangulata är en fjärilsart som beskrevs av Carl von Linné 1758. Chloroclystis rectangulata ingår i släktet Chloroclystis och familjen mätare. Inga underarter finns listade i Catalogue of Life.

## Bildgalleri

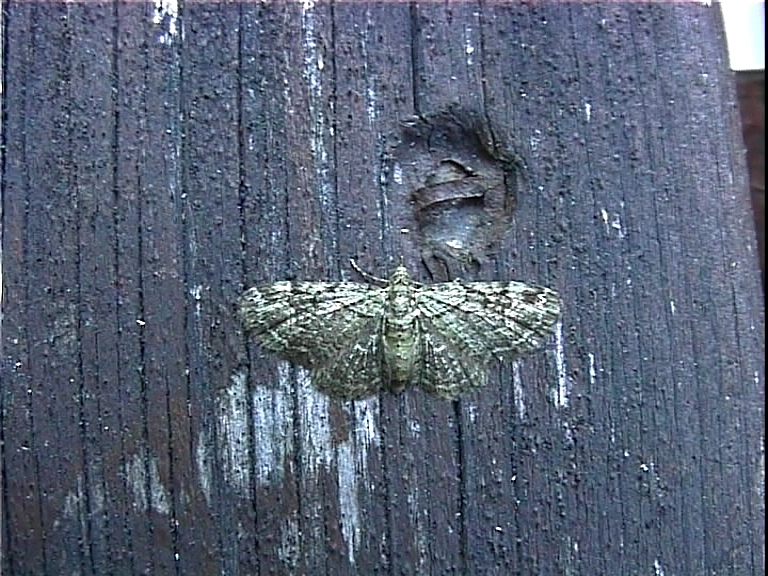
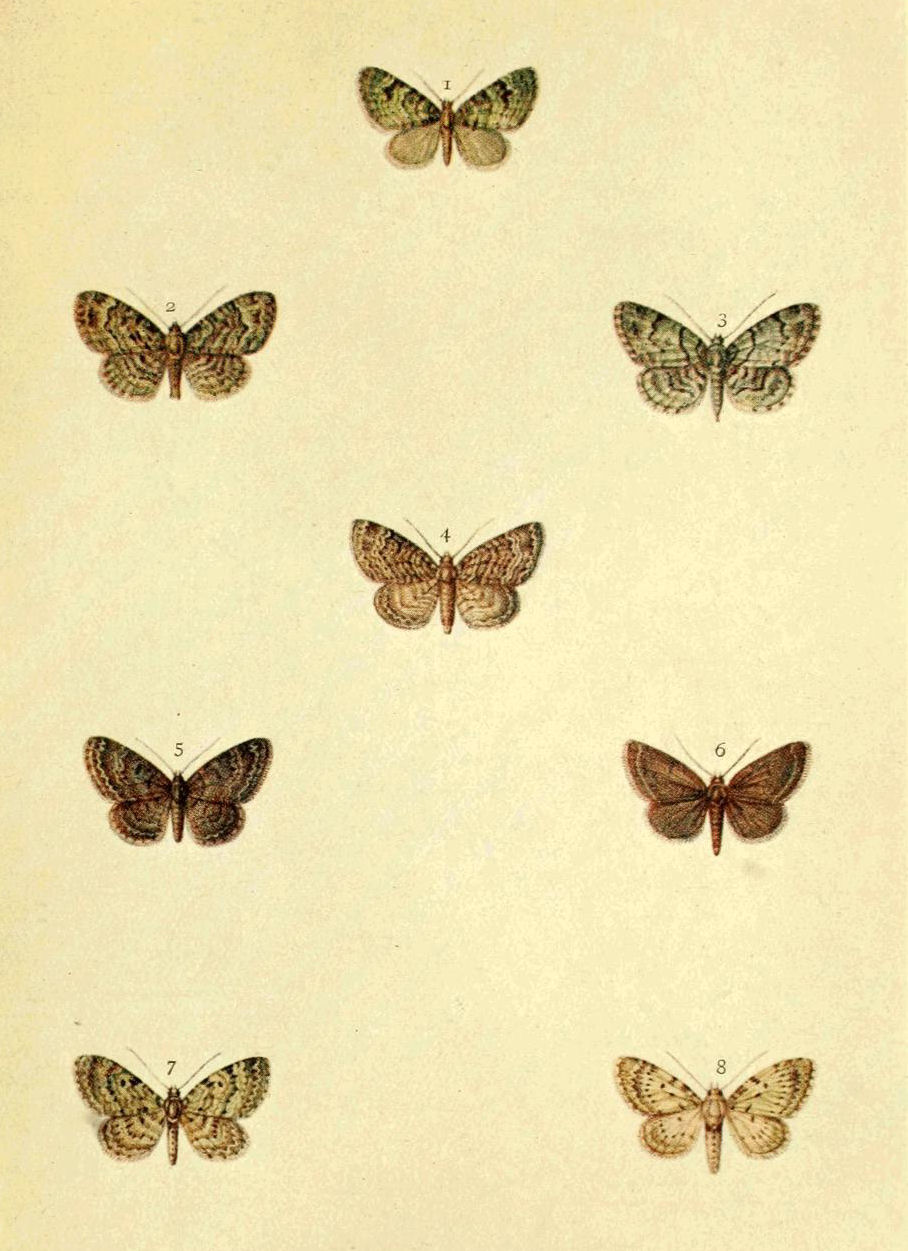
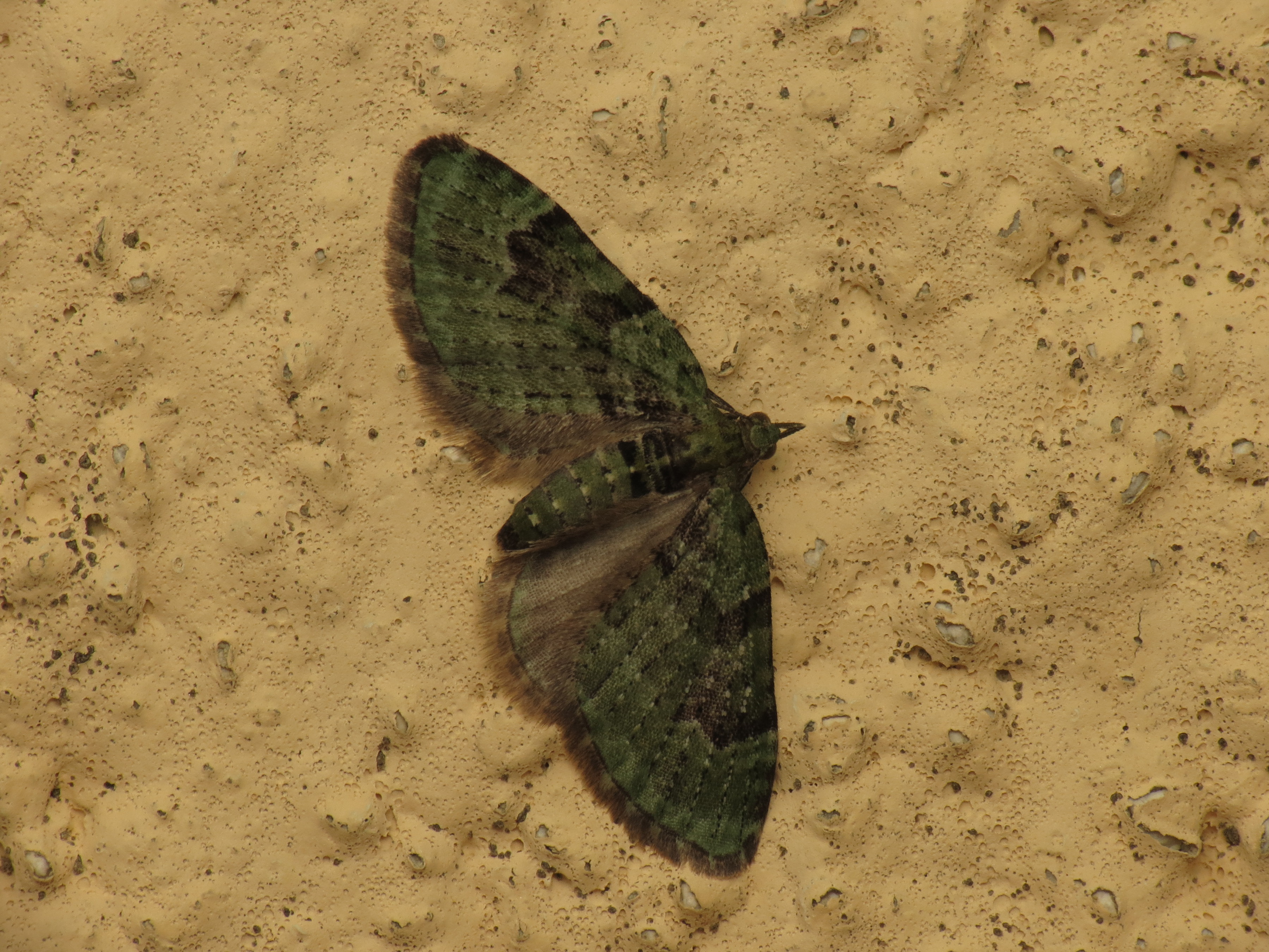
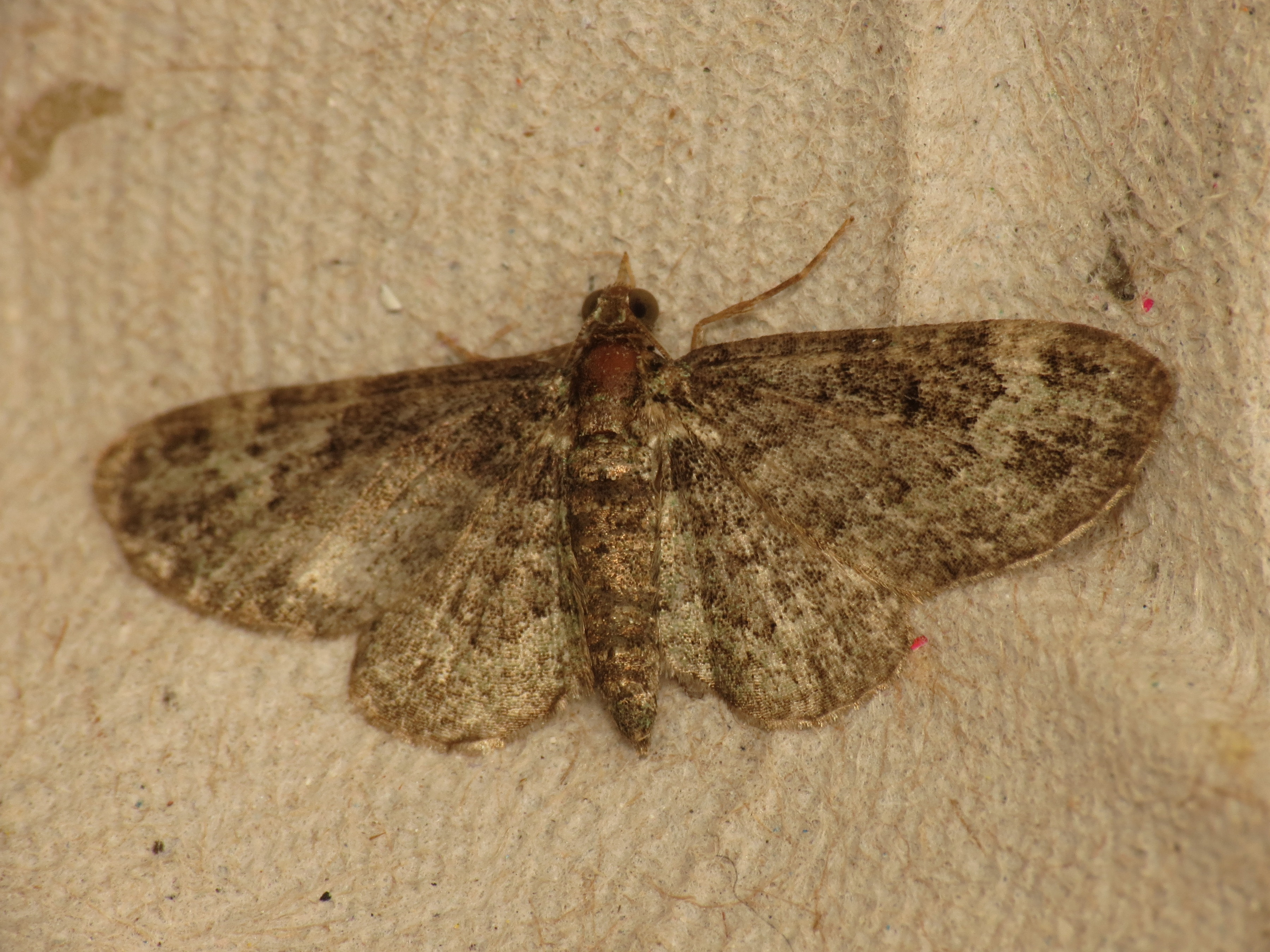